# Врана (риба)
Врана (Labrus merula) је врста рибе која се може наћи у источном Атлантику од Португала до Марока, као и у Средоземном мору. Дужина ове рибе износи 45 центиметара, мада најчешће не прелази више од 40 центиметара. 

## Опис
Ова риба расте до максималне дужине од 45 центиметара. Тијело јој је издужено, а глава широка и кратка, са свијетлоплавим тачкама. Посједује јаке зубе који су код старијих примјерака ѕаобљени. 
Младе јединке су зелене или браонкасте боје са свијетлим тачкама, док им је стомак блијеђи, отприлике жуто-сивкаст. Неки примјерци имају плаво-бијели уздужну пругу са страна. Старији примјерци су тамноплаве боје, понекад тамнозелене или смеђе боје. Мекани дио леђног, подрепног и репног пераја је наглашен свијетлоплавом пругом. 
Мали примјерци ове рибе формирају омање групе, али већи и старији примјерци се држе самоће. 
Храни се морским јежевима, мекушцима, раковима и црвима.
Зрелост се јавља након двије године, када њихова дужина износи између 15 и 20 центиметара. У узрасту од седам година, мужјаци мјере око 31,5 центиметара, а женке око 30 центиметара. Максимална старост ове рибе јесте око 16-17 година. Размножава се од фебруара до маја. Јаја се полажу међу стијене и морску траву и бивају заштићена од стране мужјака. 
Ова јединка је важна за локално становништво као прехрамбена риба, а такође се продаје као риба за акваријум. 

## Распрострањеност и станиште
Ова јединка се може пронаћи у источном Атлантику од Португала до Марока. Такође насељава и Средоземно море. Може се пронаћи на гребенима око стијена, те међу морским алгама и морским травама. Углавном насељава дубине до 50 метара. 
Иако постоји неколико пријетњи, популација није показала озбиљне знакове опадања. Према МУЗП-у, спада у рибе рангиране под ,,најмања забринутост". 

## Рибарство
У занатском риболову се често хвата у малим количинама уз употребу мрежа током читаве године, али највише од прољећа до краја јесени. У рекреативном риболову се често користи штап за хватање ове рибе. Као мамац се могу користити разни црви и ракови, као и мали комадићи рибе. 
Месо ове рибе је мекано, лако се вари и многи га сматрају укусним. Може се припремати на бројне начине, а најчешће се роштиља и служи са мало маслиновог уља, лимуновим соком, бијелим луком и першуном. Такође, може се кувати или припремити као дио мјешаног рибљег паприкаша. Мали примјерци се углавном прже. 